# 白奎祥
白奎祥（？—？）又名白聚五，籍贯不详，察南自治政府官员。

## 生平
1937年9月4日，察南自治政府成立，白奎祥出任政务委员。1938年3月5日，蒙疆电气通讯设备株式会社在张家口成立，白奎祥出任理事。